# گوتیک قائم

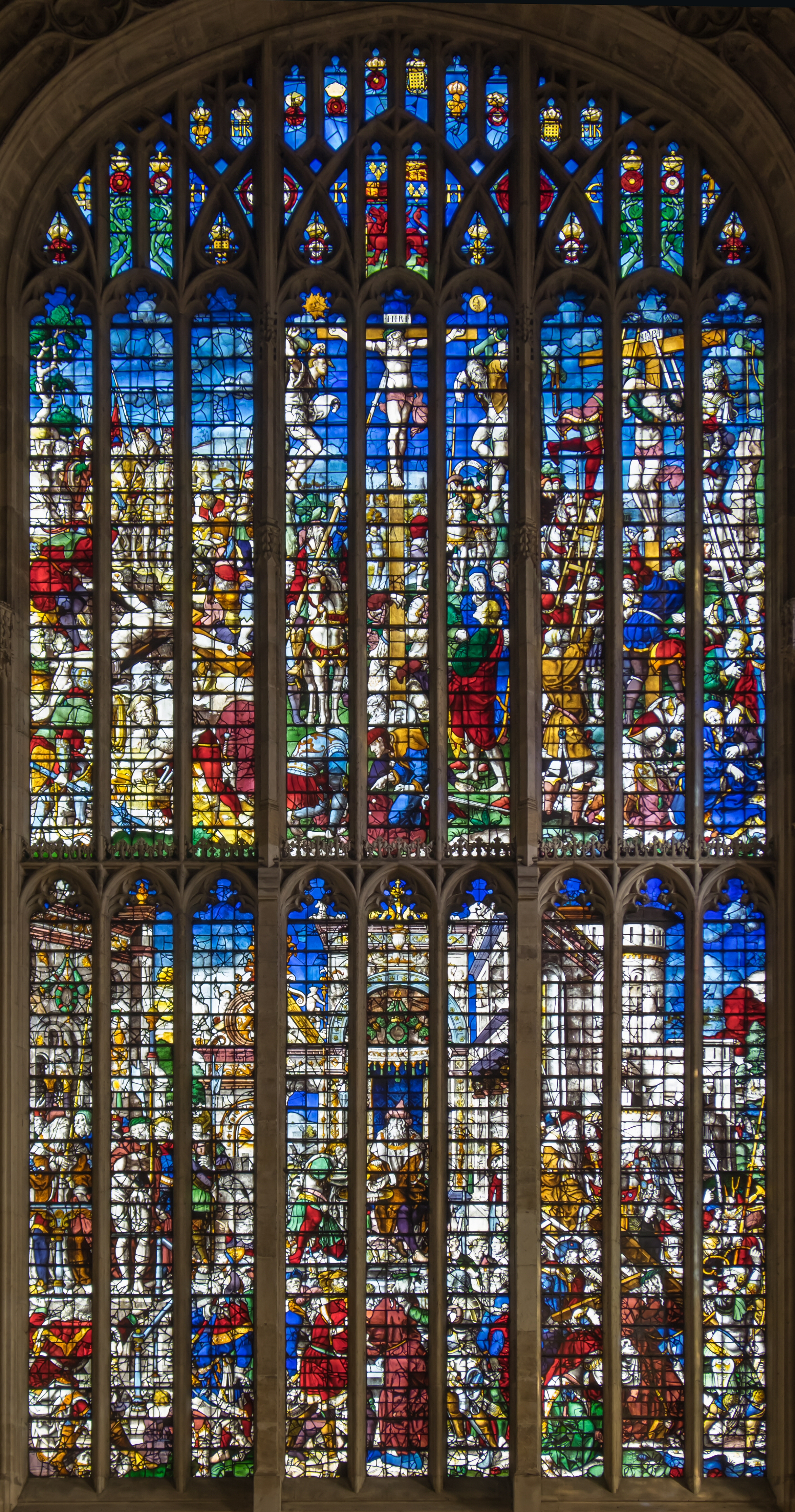
کلیسای کالج کینگ

گوتیک قائم (انگلیسی: Perpendicular Gothic) یا معماری گوتیک عمود بُر سومین و آخرین سبک معماری گوتیک انگلیسی بود که در قرون وسطای متأخر و در پادشاهی انگلستان توسعه یافت.